# Chorešim
Chorešim (hebrejsky חוֹרְשִׁים, doslova „Oráči“, v oficiálním přepisu do angličtiny Horeshim, přepisováno též Horshim) je vesnice typu kibuc v Izraeli, v Centrálním distriktu, v Oblastní radě Drom ha-Šaron.

## Geografie

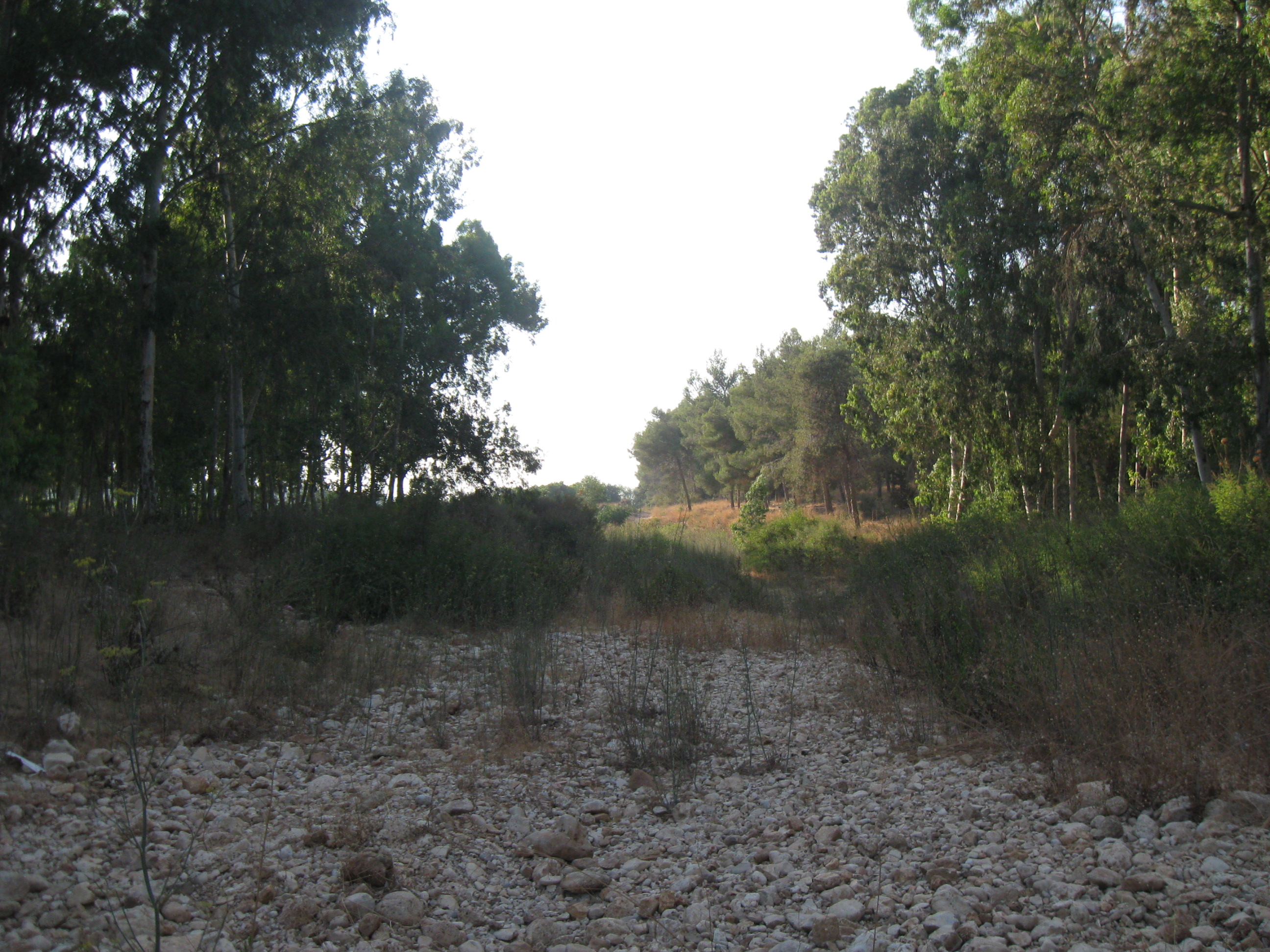
Lesy v okolí Chorešim, při Nachal Kana.

Leží v nadmořské výšce 85 metrů na pomezí zalesněných kopcovitých oblastí na úpatí Samařska podél Zelené linie oddělující vlastní Izrael v mezinárodně uznávaných hranicích od okupovaného Západního břehu Jordánu, a hustě osídlené a zemědělsky intenzivně využívané pobřežní nížiny, respektive Šaronské planiny. Severně od obce protéká v údolí vádí Nachal Kana. Svahy údolí byly osázeny lesem.
Obec se nachází 17 kilometrů od břehu Středozemního moře, cca 21 kilometrů severovýchodně od centra Tel Avivu a cca 73 kilometrů jižně od centra Haify. Chorešim obývají Židé, přičemž osídlení v tomto regionu je etnicky smíšené. V pobřežní nížině na západní straně převládá židovské obyvatelstvo. 2 kilometry severozápadním směrem odtud ale leží i město Džaldžulja, které je součástí takzvaného Trojúhelníku obývaného izraelskými Araby. Další arabská sídla v rámci Trojúhelníku leží jižně odtud (Kafr Bara a Kafr Kasim). Obec leží necelé 2 kilometry od Zelené linie, za kterou leží další arabská (palestinská) sídla. Za Zelenou linii tu ale proniká i židovské osídlení (město Oranit jihovýchodně odtud).
Chorešim je na dopravní síť napojen pomocí lokální silnice číslo 5233. Západně od vesnice prochází severojižním směrem dálnice číslo 6, která se zde kříží s novou dálnicí číslo 531.

## Dějiny
Chorešim byl založen v roce 1955. Její jméno je hebraizovanou podobou staršího arabského místního názvu Chirbet Chariš (חירבת חריש). Zakladateli kibucu byla osadnická skupina ha-Jovel (היובל), kterou později posílili Židé z Francie a Jižní Ameriky.
Správní území obce dosahuje 2000 dunamů (2 kilometry čtvereční). Místní ekonomika je založena na zemědělství (chov dobytka, drůbeže, pěstování polních plodin a avokáda). Kromě toto zde funguje průmyslová zóna.

## Demografie
Podle údajů z roku 2014 tvořili naprostou většinu obyvatel v Chorešim Židé (včetně statistické kategorie "ostatní", která zahrnuje nearabské obyvatele židovského původu ale bez formální příslušnosti k židovskému náboženství).
Jde o menší obec vesnického typu s dlouhodobě stagnující populací. K 31. prosinci 2014 zde žilo 300 lidí. Během roku 2014 populace stoupla o 1,0 %.
| Rok            | 1961 | 1972 | 1983 | 1995 | 2001 | 2003 | 2004 | 2005 | 2006 | 2007 | 2008 | 2009 | 2010 | 2011 | 2012 | 2013 | 2014 |
| -------------- | ---- | ---- | ---- | ---- | ---- | ---- | ---- | ---- | ---- | ---- | ---- | ---- | ---- | ---- | ---- | ---- | ---- |
| Počet obyvatel | 72   | 138  | 256  | 223  | 224  | 222  | 224  | 227  | 223  | 223  | 241  | 286  | 289  | 300  | 293  | 297  | 300  |